# Superman (2025)
Superman ist ein US-amerikanischer Science-Fiction-Superhelden-Film von Regisseur James Gunn, der auch das Drehbuch schrieb. Es handelt sich um den ersten Film des neuen DC Universe und den Beginn des ersten Kapitels Gods and Monsters. Der Film wird von DC Studios produziert und von Warner Bros. Pictures vertrieben. Die US-Premiere war am 11. Juli 2025 und die deutsche Kinopremiere bereits einen Tag vorher. Die Titelrolle verkörpert erstmals David Corenswet.

## Handlung

### Vorgeschichte
Vor dreißig Jahren haben Jor-El und Lara Lor-Van ihren kleinen Sohn Kal-El zur Erde geschickt, um ihn vor der Zerstörung ihres Planeten Krypton in Sicherheit zu bringen.
Der Kryptonier wird auf der Erde von seinen menschlichen Adoptiveltern Jonathan und Martha Kent in Smallville in Kansas aufgezogen. Er erhält dort den Namen Clark Kent und kommt durch die Strahlung der gelben Sonne zu unglaublichen Kräften. Die ihm mitgegebene Abschiedsnachricht seiner leiblichen Eltern wurde während der Reise beschädigt und liegt ihm daher nur teilweise vor, sie inspiriert den Jungen dennoch dazu, zu einem Helden zu werden.
Vor drei Jahren trat er erstmals als Superman auf und präsentiert sich bereits als in dieser Zeit mächtigstes Metawesen der Erde. Daneben arbeitet er aber inkognito an der Seite von Jimmy Olsen und Lois Lane als Reporter für den Daily Planet in Metropolis. Letztere ist eine Beziehung mit Clark eingegangen, sie weiß über seine geheime Identität Bescheid.
Drei Wochen vor Einsetzen der Handlung verhindert Superman, ohne durch die Regierung dazu ermächtigt zu sein, eine vom Land Boravia, einem Verbündeten der USA, ausgehende Invasion in das Nachbarland Jarhanpur. Der Milliardär Lex Luthor versichert dem General Rick Flag Sr. und anderen Mitgliedern der Regierung, die sich die Frage stellen, ob Superman daher eine Bedrohung für die USA darstellen könnte, dass er Superman im Fall der Fälle notfalls jederzeit töten könne.

### Gegenwart
In der Gegenwart verliert Superman seinen ersten Kampf gegen den mysteriösen „Hammer von Boravia“, der Supermans Beteiligung am Krieg als Grund für sein Auftreten angibt. Es stellt sich heraus, dass dieser eigentlich Ultraman ist und für Luthor arbeitet, der ihn mithilfe von über Drohnen versendete Befehle aus der Ferne steuern kann.
Erst mit Hilfe seines Hundes Krypto kann der schwer verletzte Superman in seine „Festung der Einsamkeit“ in der Antarktis zurückkehren, wo er mit Hilfe konzentrierter Sonnenstrahlung geheilt werden kann. Anschließend müssen Superman und seine Heldenkollegen von der Justice Gang (Green Lantern, Mister Terrific und Hawkgirl) in Metropolis gegen das von Luthor als Ablenkung freigesetzte, rasant wachsende und nun gigantisch große Wesen Kaiju ankämpfen.
Zur gleichen Zeit dringt Luthor mit Ultraman und dem Engineer in die Festung ein, wo er die Botschaft von Supermans Eltern stiehlt und den Hund Krypto entführt. Mit Engineers Hilfe kann Luthor die vollständige kryptonische Nachricht wiederherstellen und übersetzen. Darin fordern Supermans Eltern ihren Sohn dazu auf, die Herrschaft über die Erde zu übernehmen, mit möglichst vielen Frauen Kinder zu zeugen und falls nötig auch Menschen zu töten. Er veröffentlicht mit Hilfe seiner Medien die Nachricht weltweit, wodurch sich die öffentliche Meinung gegen Superman wendet.
Superman sieht sich dadurch genötigt, sich freiwillig einem Verhör durch die Regierung zu stellen. Aufgrund der großen Macht Supermans übergibt Flag als Vertreter der USA die Aufsicht über den Helden an Luthor.
Luthor sperrt Superman in einer künstlich erzeugten Taschendimension ein, wo er bereits verschiedene andere seiner Gegner gefangenhält, darunter ehemalige Freundinnen, den Hund Krypto und auch Metamorpho, der aus seinem Körper alle chemischen Elemente und Verbindungen erschaffen kann. Durch die Geiselnahme von dessen kleinem Sohn Joey zwingt Luthor Metamorpho dazu, Kryptonit zu synthetisieren, um Superman die Kräfte zu rauben.
Luthors Freundin Eve Teschmacher, die in Jimmy vernarrt ist, enthüllt diesem, dass Luthor heimlich den Staat Boravia unterstützt und dass dieser ihm dafür die Hälfte von Jarhanpurs Territorium überlassen will.
Als Metamorpho Zeuge wird, wie Luthor während eines Verhörs Malik „Mali“ Ali, einen von Supermans Fans, ermordet, beschließt er, ihm zu helfen. Lois überredet gleichzeitig Mister Terrific, zu helfen und mit ihr in die Taschendimension einzutreten, um so den Helden zu retten und ihn zur Erholung auf die Kent-Farm zu bringen.
Wütend lässt Luthor seine Leute die Leistung des Reaktors in der Taschendimension erhöhen, um ein künstliches Schwarzes Loch entstehen zu lassen. Während Green Lantern, Metamorpho und Hawkgirl die zweite boravische Invasion stoppen, kämpfen Superman und Mister Terrific gegen den Engineer und Ultraman. Inzwischen nähert sich das wachsende Schwarze Loch in Gestalt einer Erdspalte der Stadt Metropolis.
Erst als Superman den Engineer besiegt hat, erfährt er, dass Ultraman ein unintelligenter Klon seiner selbst ist. Luthor ist so darauf versessen, Superman zu besiegen, dass er sich sogar weigert, das Schwarze Loch wieder zu schließen, obwohl dieses die Stadt in zwei Hälften zu teilen droht.
Superman muss nun zunächst Ultraman besiegen, indem er ihn in das Schwarze Loch schleudert, bevor er sich mit Mister Terrific auf den Weg zu Luthors Hauptquartier machen kann, um den Reaktor abzuschalten und das Schwarze Loch zu schließen. Währenddessen enthüllen Lois und Jimmy öffentlich Luthors Intrige  und nehmen die Öffentlichkeit damit wieder für Superman ein.
Luthor und seine Handlanger werden verhaftet. Später, als Superman sich in der Festung der Einsamkeit von seinen Verletzungen erholt, kehrt seine Cousine Kara Zor-El betrunken dorthin zurück, um den Hund Krypto abzuholen. Um sich während des Heilungsprozesses zu entspannen, sieht Superman sich eine Montage von Aufnahmen aus seiner Kindheit bei Jonathan und Martha an, die zu seinen wahren Eltern geworden sind.

## Produktion

### Hintergrund

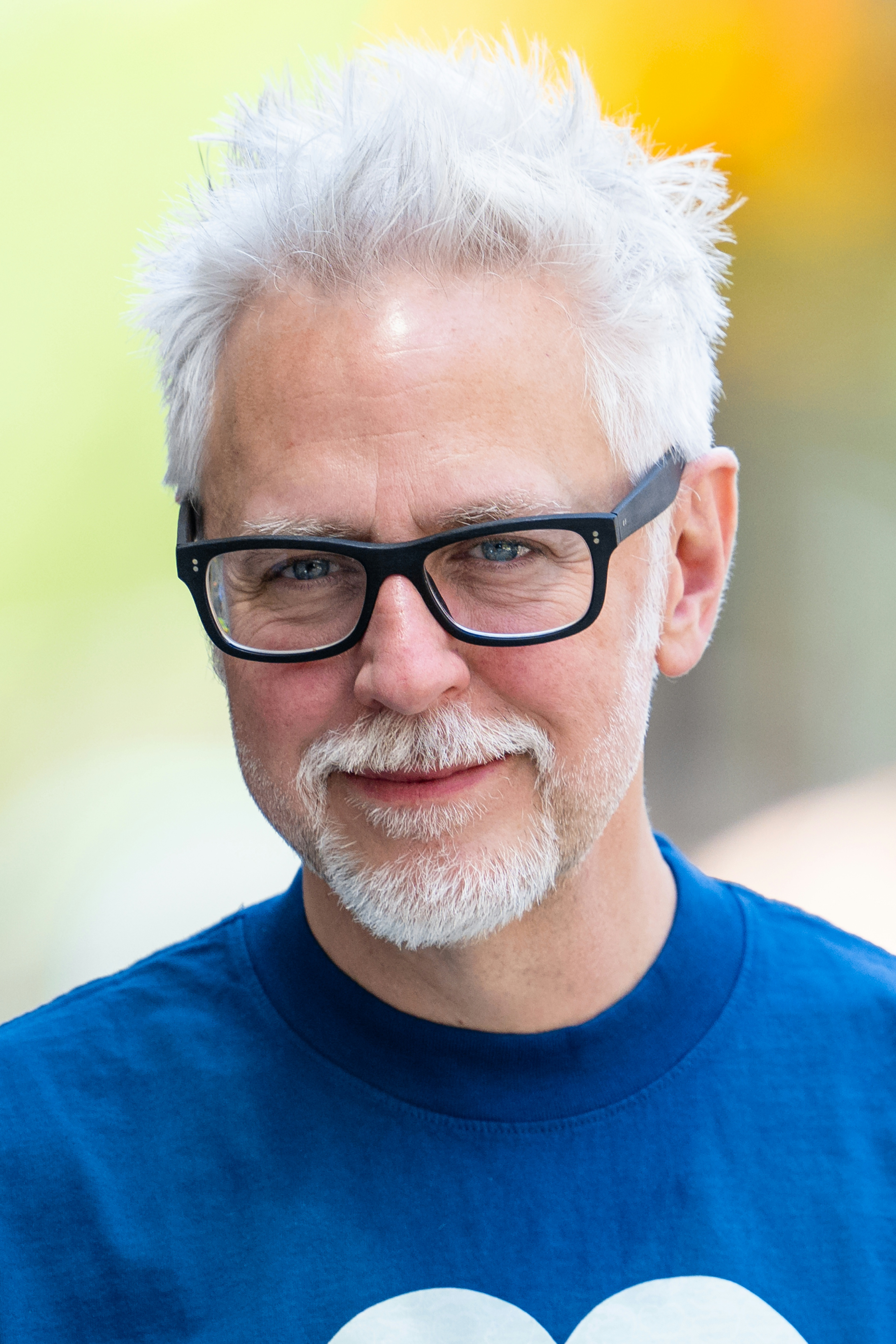
Regisseur, Drehbuchautor und Produzent James Gunn (2024)

Nach mehreren erfolglosen Versuchen, ein erfolgreiches DC Cinematic Universe aufzubauen, strich Warner Bros. im Jahr 2022 mehrere in Produktion befindliche oder abgeschlossene Projekte wie den Film Batgirl oder Man of Steel 2 und belegte den DC-Plan für 2022 bis 2023 nur noch mit intern beschlossenen Projekten, die man veröffentlichen wollte. Im gleichen Jahr kündigte Warner Bros. Discovery nach der erfolgreichen Fusion mit WarnerMedia eine große Umstrukturierung für DC an. Der Warner Bros. Discovery-Chef, David Zaslav, kündigte einen umfangreichen 10-Jahres-Plan für DC an, suchte dafür nach einem guten Gegenstück zu Marvel-Chef Kevin Feige und fand ihn in James Gunn. Gunn und Peter Safran, Produzent von The Suicide Squad (2021), wurden Ende Oktober 2022 als Co-Vorsitzende und Co-CEOs der neu gegründeten DC Studios bekannt gegeben.

### Entwicklung
Produktionsdesign, Kostümdesign und Casting begannen im April 2023. Beth Mickle und Judianna Makovsky kehrten in ihre Aufgaben als Produktionsdesigner und Kostümdesigner aus The Suicide Squad und Guardians of the Galaxy Vol. 3 (2023) zurück. Gunn suchte nach einem Schauspieler für die Rolle von Superman, der die Menschlichkeit, Freundlichkeit und das Mitgefühl der Figur besaß und „jemand war, den man umarmen möchte“. Er sagte, dass die Figur Jimmy Olsen auftreten würde, und dass er nicht vorhabe, aus dem Film eine Komödie zu machen. Er hoffte, dass sich der Film von anderen Superman-Filmen unterscheiden und gleichzeitig das respektieren werde, was vorher kam. Gunn reichte den ersten Entwurf des Drehbuchs Ende April ein, und als der Streik der Writers Guild of America Anfang Mai begann, war nicht damit zu rechnen, dass die Produktion 2023 beeinträchtigt werden würde.
Persönliche Probeaufnahmen fanden Mitte Juni 2023 auf dem Warner-Bros.-Gelände in Burbank, Kalifornien, mit Gunn und Safran statt. Für die Titelrolle setzte sich David Corenswet gegen Tom Brittney und Nicholas Hoult durch, als Reporterin Lois Lane wurde Rachel Brosnahan besetzt, die gegenüber Phoebe Dynevor und Emma Mackey den Vorzug erhielt.
Im Juli 2023 schlossen sich mit Isabela Merced als Kendra Saunders/Hawkgirl, Edi Gathegi als Michael Holt/Mister Terrific und Nathan Fillion als Guy Gardner/Green Lantern sowie Anthony Carrigan als Rex Mason/Metamorpho weitere Darsteller der Besetzung an.
Als der Streik der WGA im September 2023 endete, sollten die Dreharbeiten unter dem ursprünglichen Namen Superman: Legacy Anfang/Mitte 2024 beginnen. Der Streik der SAG-AFTRA endete am 9. November und die Dreharbeiten sollten im März 2024 beginnen. Gunn sagte, der Film würde trotzdem seinen Kinotermin im Juli 2025 einhalten. Mitte November wurde bekanntgegeben, dass María Gabriela de Faría als Antagonistin Angela Spica/The Engineer besetzt wurde. Hoult war schon vor dem Streik der SAG-AFTRA für die Rolle von Lex Luthor im Gespräch, und die Verhandlungen wurden im November fortgesetzt, als bekannt wurde, dass Sara Sampaio und Skyler Gisondo für die Rollen von Luthors Assistentin Eve Teschmacher und Jimmy Olsen gecastet worden waren. Im Dezember 2023 bestätigte Gunn persönlich Hoult als Luthor.
Die Adoptiveltern der Titelfigur werden von Pruitt Taylor Vince und Neva Howell verkörpert, als Geschäftsmann Maxwell Lord ist derweil Sean Gunn zu sehen. Mitarbeiter der Nachrichtenredaktion Daily Planet umfassen zudem Wendell Pierce als Perry White, Mikaela Hoover als Cat Grant und Beck Bennett als Steve Lombard. Frank Grillo übernimmt den Part des Rick Flag Sr., dem er zuvor in der Animationsserie Creature Commandos (seit 2024) seine Stimme geliehen hatte. In kurzen Auftritten sind überdies Bradley Cooper und Angela Sarafyan jeweils als Jor-El und Lara Lor-Van, die biologischen Eltern Supermans, zu sehen.

### Dreharbeiten
Die Hauptdreharbeiten mit Kameramann Henry Braham begannen am 29. Februar 2024, dem kanonischen Geburtstag von Superman, im Adventdalen-Tal in Spitzbergen, Norwegen. Die Dreharbeiten dauerten eine Woche und umfassten Szenen mit der Festung der Einsamkeit. Gunn wählte Spitzbergen wegen seiner Naturschönheiten, Landschaften und Ähnlichkeiten mit der Arktis. Der gesamte Film wurde mit IMAX-zertifizierten Red-Digital-Cinema-Kameras gedreht. Die Dreharbeiten in den Trilith Studios in Atlanta, Georgia, begannen am 8. März und dauerten bis zum 2. August. Weitere Dreharbeiten sollten 37 Tage lang zwischen dem 1. April und dem 23. August in Cleveland und Cincinnati, Ohio, stattfinden. Am 14. Juni zog die Produktion nach Nordost-Ohio, wo Dreharbeiten im Headlands Beach State Park in Mentor (Ohio) stattfanden. Sechs Wochen lang wurde in Cleveland gedreht, beginnend am 24. Juni in der Innenstadt. Zu den Drehorten gehörten Ontario Street, die Cleveland Greyhound Station, Public Square, die Detroit–Superior Bridge, PNC Plaza, Progressive Field und Cleveland Arcade. Die Dreharbeiten wurden am 30. Juli abgeschlossen.

### Veröffentlichung
Superman startete am 11. Juli 2025 in den US-amerikanischen und einen Tag zuvor in den deutschen Kinos. Die Weltpremiere erfolgte am 7. Juli 2025 im TCL Chinese Theater in Los Angeles.

## Synchronisation
Die Synchronisation übernahm die Interopa Film GmbH in Berlin. Die Dialogregie stammte von Stefan Fredrich. Das Dialogbuch schrieb Klaus Bickert.

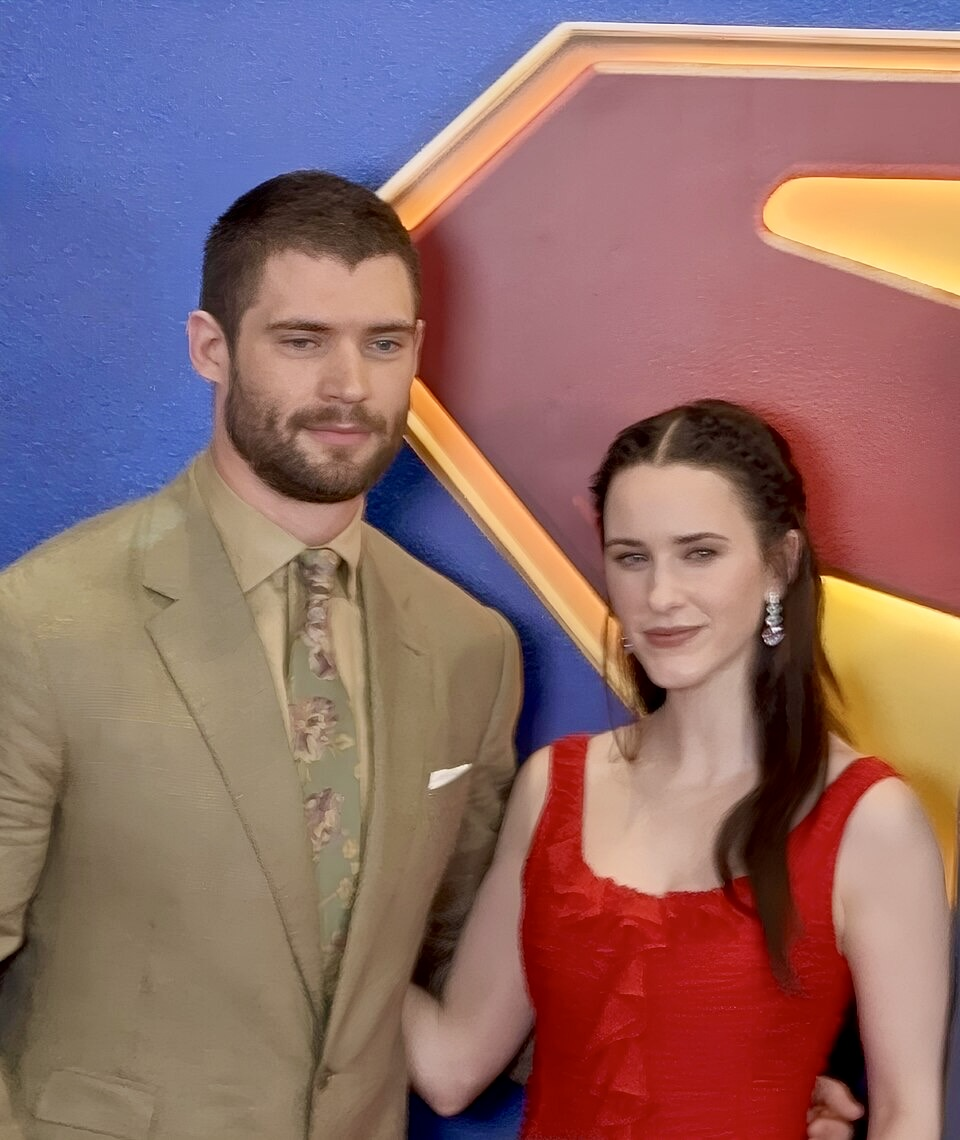
David Corenswet und Rachel Brosnahan beim Fantreffen der „Superman World Tour“ in Manila im Juni 2025

| Rolle                          | Darsteller              | Synchronsprecher     |
| ------------------------------ | ----------------------- | -------------------- |
| Clark Kent / Superman          | David Corenswet         | Patrick Roche        |
| Lois Lane                      | Rachel Brosnahan        | Ranja Bonalana       |
| Lex Luthor                     | Nicholas Hoult          | Ozan Ünal            |
| Angela Spica / The Engineer    | María Gabriela de Faría | Jessica Rust         |
| Cat Grant                      | Mikaela Hoover          | Moira May            |
| Cheryl Kimble                  | Giovannie Cruz          | Melinda Rachfahl     |
| Christopher Smith / Peacemaker | John Cena               | Dennis Schmidt-Foß   |
| Cleavis Thornwaite             | Michael Ian Black       | Benjamin Stöwe       |
| Dean Farr                      | Jonah Lees              | Richard Lingscheidt  |
| Desmond Farr                   | Christian Lees          | Michael Kühl         |
| Eve Teschmacher                | Sara Sampaio            | Magdalena Höfner     |
| Fleurette                      | Paige Mobley            | Johanna von Gutzeit  |
| General Mori                   | James Hiroyuki Liao     | Patrick Winczewski   |
| Guy Gardner / Green Lantern    | Nathan Fillion          | Tobias Kluckert      |
| Jimmy Olsen                    | Skyler Gisondo          | Henning Nöhren       |
| Jonathan Kent                  | Pruitt Taylor Vince     | Reinhard Scheunemann |
| Jor-El                         | Bradley Cooper          | nicht synchronisiert |
| Kara Zor-El / Supergirl        | Milly Alcock            | Alina Freund         |
| Kendra Saunders / Hawkgirl     | Isabela Merced          | Clara Drews          |
| Malik „Mali“ Ali               | Dinesh Thyagarajan      | Imtiaz Haque         |
| Martha Kent                    | Neva Howell             | Marianne Groß        |
| Maxwell Lord                   | Sean Gunn               | Gerrit Schmidt-Foß   |
| Michael Holt / Mister Terrific | Edi Gathegi             | Asad Schwarz         |
| Otis Berg                      | Terence Rosemore        | Stefan Fredrich      |
| Perry White                    | Wendell Pierce          | Sven Brieger         |
| Rex Mason / Metamorpho         | Anthony Carrigan        | Marcel Collé         |
| Rick Flag Sr.                  | Frank Grillo            | Johannes Berenz      |
| Steve Lombard                  | Beck Bennett            | Rainer Fritzsche     |
| Sydney Happersen               | Stephen Blackehart      | Robert Glatzeder     |
| Vasil Ghurkos                  | Zlatko Burić            | Oliver Stritzel      |

## Rezeption
Von den bei Rotten Tomatoes aufgeführten Kritiken sind 85 Prozent positiv. Bei Metacritic erhielt der Film einen Metascore von 71 von 100 möglichen Punkten.
Die weltweiten Einnahmen des Films aus Kinovorführungen belaufen sich auf rund 502 Millionen US-Dollar.